# Baywood-Los Osos
Baywood-Los Osos é uma Região censo-designada localizada no estado americano da Califórnia, no Condado de San Luis Obispo.

## Demografia
Segundo o censo americano de 2000, a sua população era de 14.351 habitantes.

## Geografia
De acordo com o United States Census Bureau tem uma área de 19,7 km², dos quais 19,7 km² cobertos por terra e 0,0 km² cobertos por água.

## Localidades na vizinhança
O diagrama seguinte representa as localidades num raio de 32 km ao redor de Baywood-Los Osos. 